# Daniel Szarata

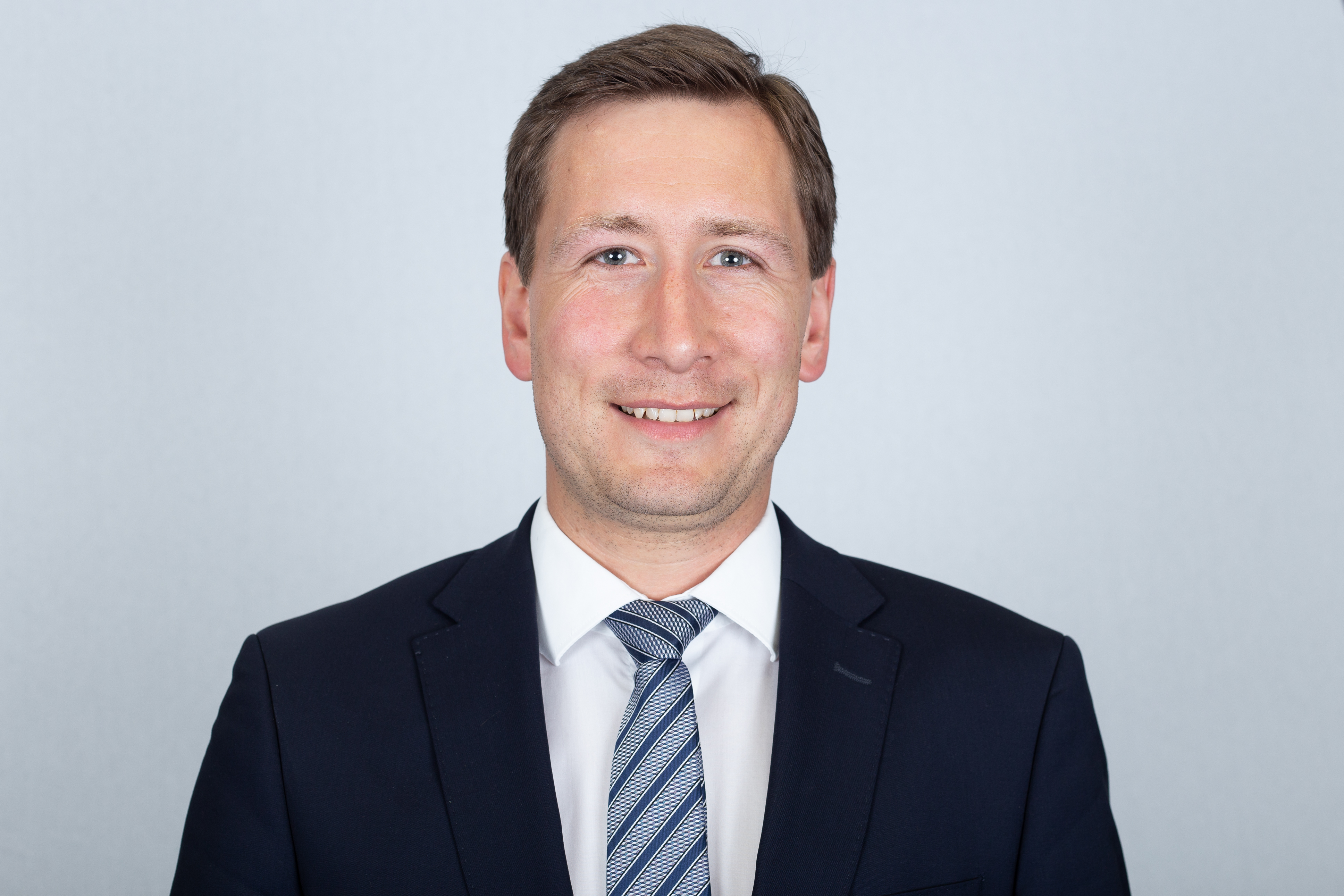
Daniel Szarata (2018)

Daniel Szarata (* 27. August 1982 in Halberstadt) ist ein deutscher Politiker (CDU). Er ist seit Anfang 2021 Oberbürgermeister von Halberstadt. Davor war er von 2016 bis Ende 2020 Abgeordneter im Landtag von Sachsen-Anhalt.

## Leben
Szarata besuchte bis 1993 die Grundschule „Gebrüder Grimm“ und anschließend bis 2002 das Gymnasium Martineum in Halberstadt. 2003 nahm er ein Studium für Europäisches Verwaltungsmanagement an der Hochschule Harz auf, das er 2007 als Diplom-Verwaltungsmanager (FH) abschloss. Danach begann er seine berufliche Laufbahn als Sachbearbeiter beim Ministerium für Wirtschaft und Arbeit des Landes Sachsen-Anhalt. 2009 wechselte er für ein Jahr als Sachbearbeiter zur Förderservice GmbH der Investitionsbank Sachsen-Anhalt. 2010 kehrte er zu seiner vorherigen Dienststelle zurück und arbeitete als Projektmanager im Referat für interregionale Angelegenheiten, Entwicklungszusammenarbeit. Parallel zu seiner dortigen beruflichen Tätigkeit studierte er von 2010 bis 2012 mit dem Abschluss als Public Management Master of Arts an der Hochschule Harz. Seit 2013 ist er bei der EU Service-Agentur der Investitionsbank Sachsen-Anhalt tätig.
Szarata schloss sich 1999 der Jungen Union an und war von 1999 bis 2011 Kreisvorsitzender der JU Halberstadt/Harz. Er ist seit 2001 Mitglied der CDU und seit 1999 Mitglied des Kreisvorstandes der CDU Harz. Von 2010 bis 2014 war er stellvertretender Vorsitzender des CDU-Ortsverbandes Halberstadt, seit 2014 ist er der Vorsitzende.
Szarata war von 2004 bis 2020 Mitglied des Halberstädter Stadtrates und war dort seit 2014 Vorsitzender der CDU-Fraktion. Bei der Landtagswahl im März 2016 wurde er als Direktkandidat der CDU über den Wahlkreis 14 (Halberstadt) als Abgeordneter in den Landtag von Sachsen-Anhalt gewählt. Das Direktmandat gewann er mit 35,9 % der Erststimmen.
Am 19. Juli 2020 wurde Szarata in der Stichwahl gegen den Amtsinhaber Andreas Henke zum Oberbürgermeister der Stadt Halberstadt gewählt. Anfang 2021 trat er sein Amt an. Im Zuge dessen legte er sein Landtags- und Stadtratsmandat nieder. Für ihn rückte Andreas Schachtschneider in den Landtag nach.
Am 14. Februar 2022 kam es vor Szaratas Privathaus in Halberstadt zu einer von Rechtsextremisten angeführten Demonstration von Gegner der Schutzmaßnahmen gegen die COVID-19-Pandemie.
Daniel Szarata ist verheiratet.